# Verjnerúskoye Loó
Verjnerúskoye Loó (del ruso: Верхнерусское Лоо) es un seló del distrito de Lázarevskoye de la unidad municipal de la ciudad de Sochi del krai de Krasnodar, en el sur de Rusia. Está situado en el nacimiento del río Loó, a los pies del monte Shaján (881 m), 21 km al noroeste de Sochi y 150 km al sureste de Krasnodar, la capital del krai. Tenía 24 habitantes en 2010.
Pertenece al ókrug rural Solojaúlski.

## Historia
Del 26 de diciembre de 1962 al 12 de enero de 1965 formó parte del raión de Tuapsé.

## Lugares de interés
La localidad está rodeada de montes boscosos que hacen de ella un agradable destino turístico.

## Transporte
Se halla en la carretera que une el valle del río Shajé con el del río Dagomýs, en cuya desembocadura en el mar Negro en Dagomýs (a unos 19 km) donde se halla una estación de la línea Tuapsé-Sujumi de la red del ferrocarril del Cáucaso Norte y la carretera federal M27 Dzhubga-frontera abjasa.